# Franz de Volán

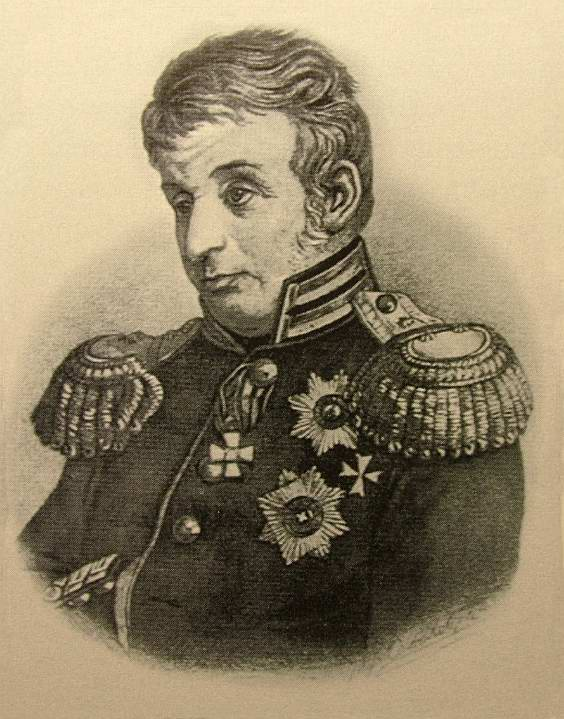

Franz Pávlovich de Volán (en francés, François Sainte de Wollant; en ruso, Франц Па́влович де Волла́н) (1752, Amberes — 30 de noviembre de 1818, San Petersburgo), fue un general ruso, ingeniero militar y arquitecto neerlandés. Servía de Ingeniero Principal en el ejército imperial ruso bajo el mando del príncipe Grigori Potiomkin y duque Aleksandr Suvórov. Planificó las ciudades de Odesa, Tiráspol, Ovidiópol, Novocherkask y varias fortalezas en la costa septentrional del mar Negro. Es el autor del sistema fluvial de canales más grande de Europa que comunica San Petersburgo con el Volga.